# 伊克瓦河 (南布格河支流)
伊克瓦河（烏克蘭語：Іква），是烏克蘭的河流，位於該國西部，屬於南布格河的左支流，發源自韋爾赫尼亞基西南面，流經赫梅利尼茨基州，河道全長56公里，流域面積514平方公里。